# Juan Carlos Lorente
Juan Carlos Lorente  (Mainar, Zaragoza, 28 de abril de 1957) es un arquitecto y pintor español.

## Biografía

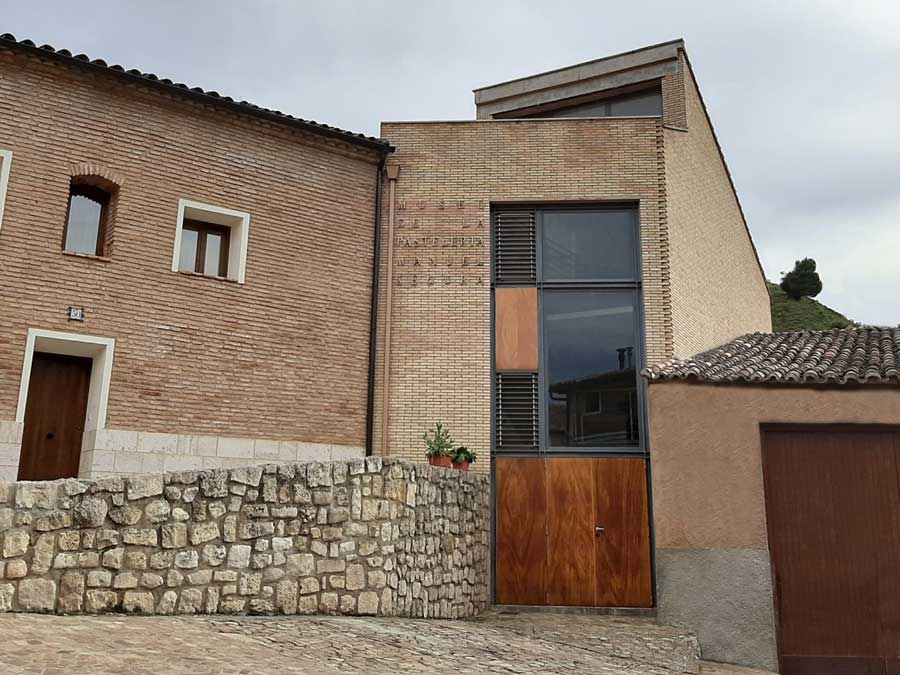
Museo de la pastelería Manuel Segura en Daroca (Zaragoza) (2000)

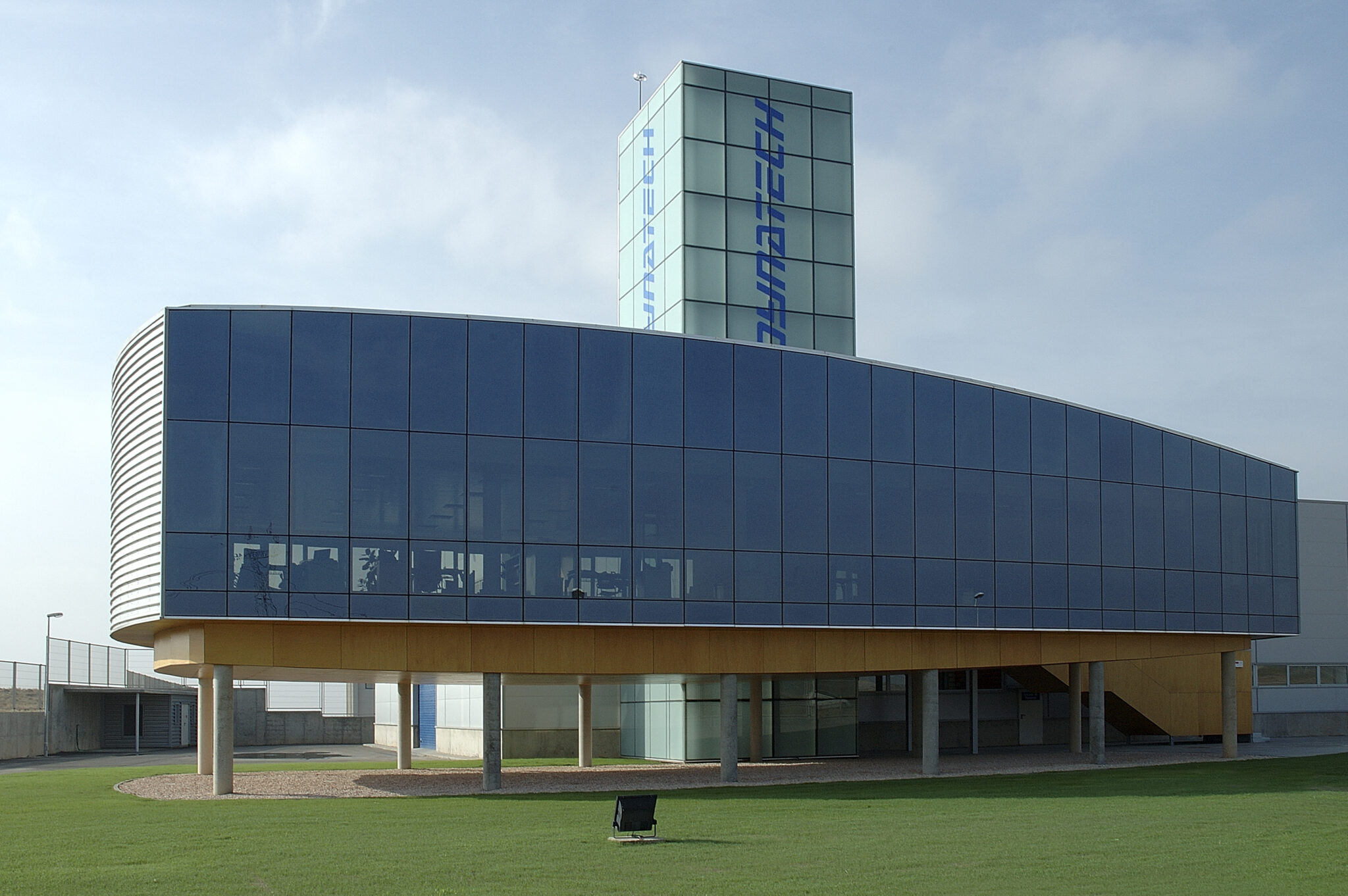
Fábrica Dynatech en Pina de Ebro (Zaragoza) (2004)

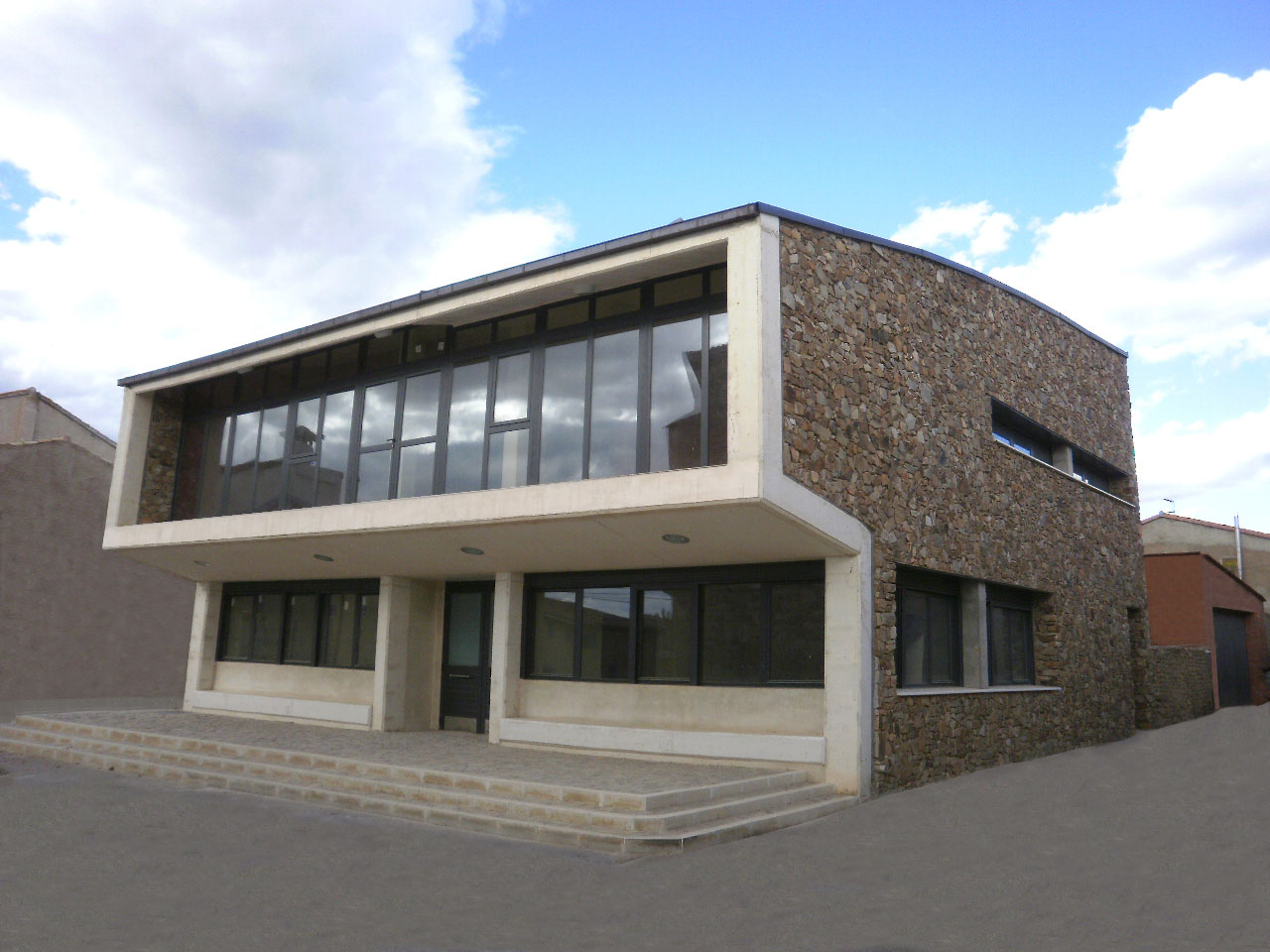
Ayuntamiento de Badules, (Zaragoza) (2011).

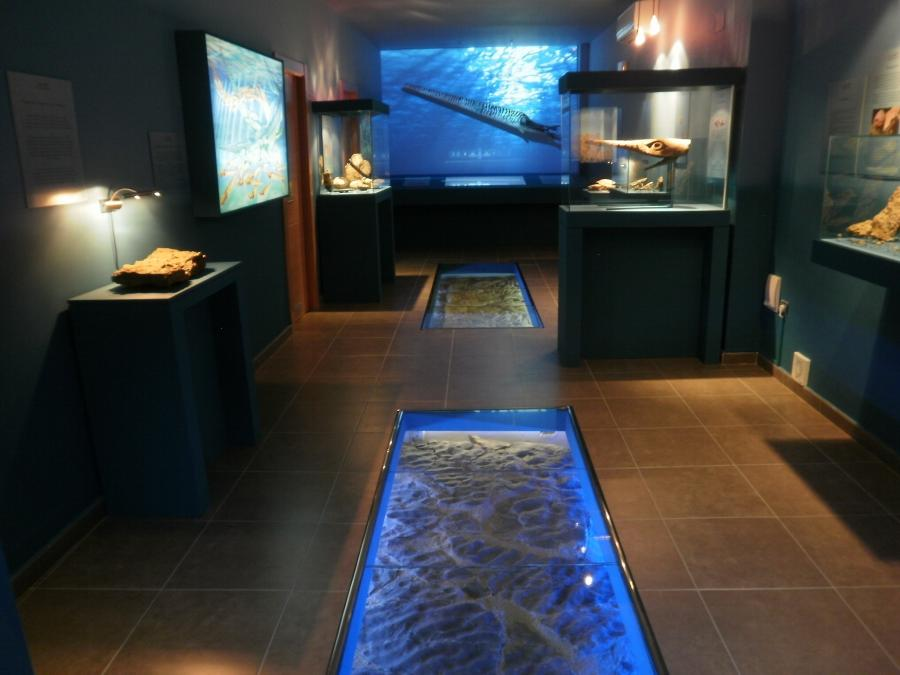
Museo Mares Paleozoicos en Santa Cruz de Nogueras (Teruel) (2011)

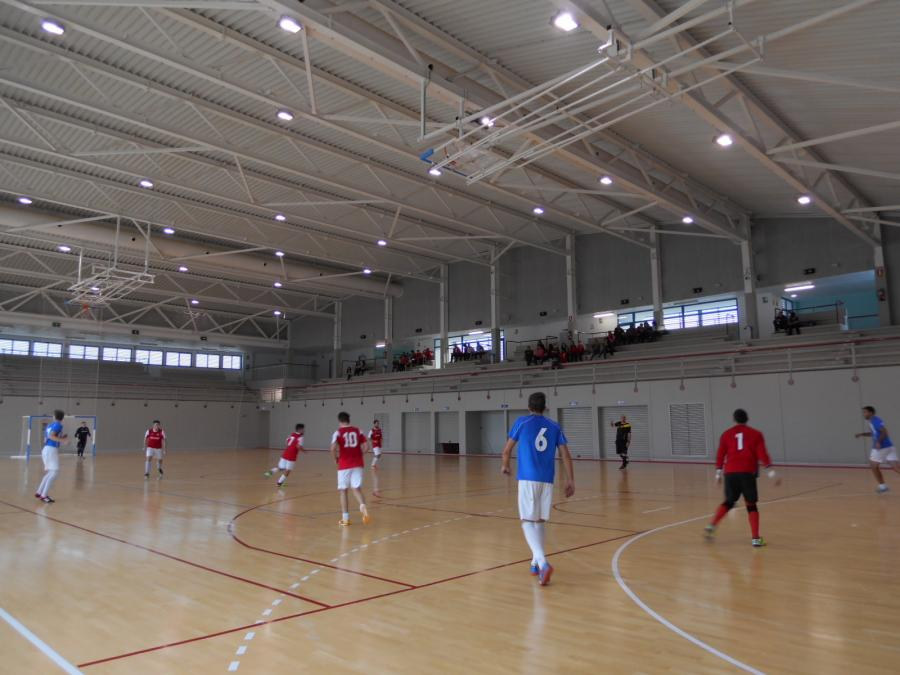
Pabellón municipal de Torres de Berrellén (Zaragoza) (2011)

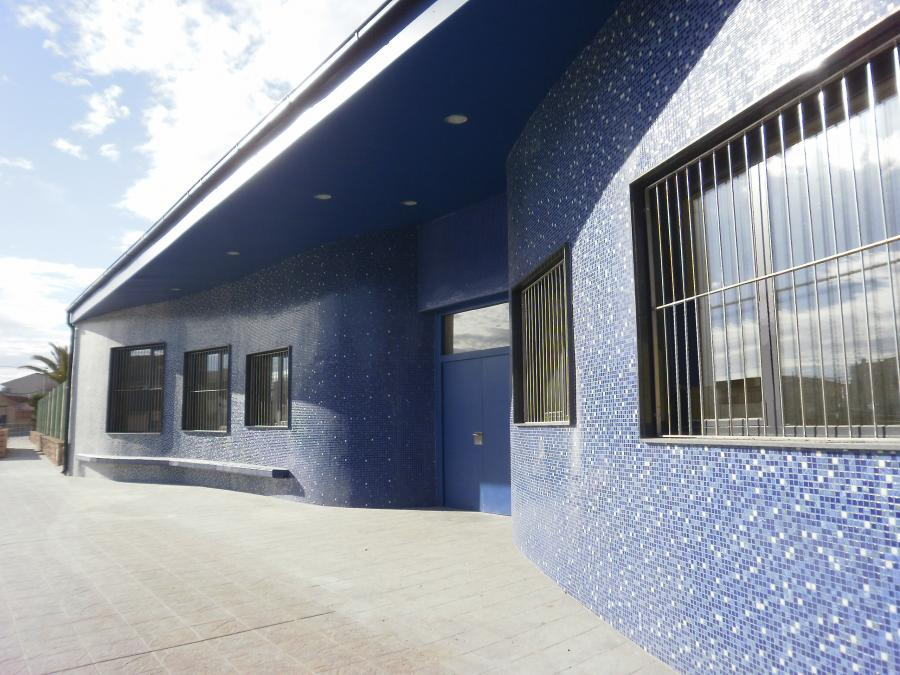
Centro cultural de la Zaida (Zaragoza) (2011)

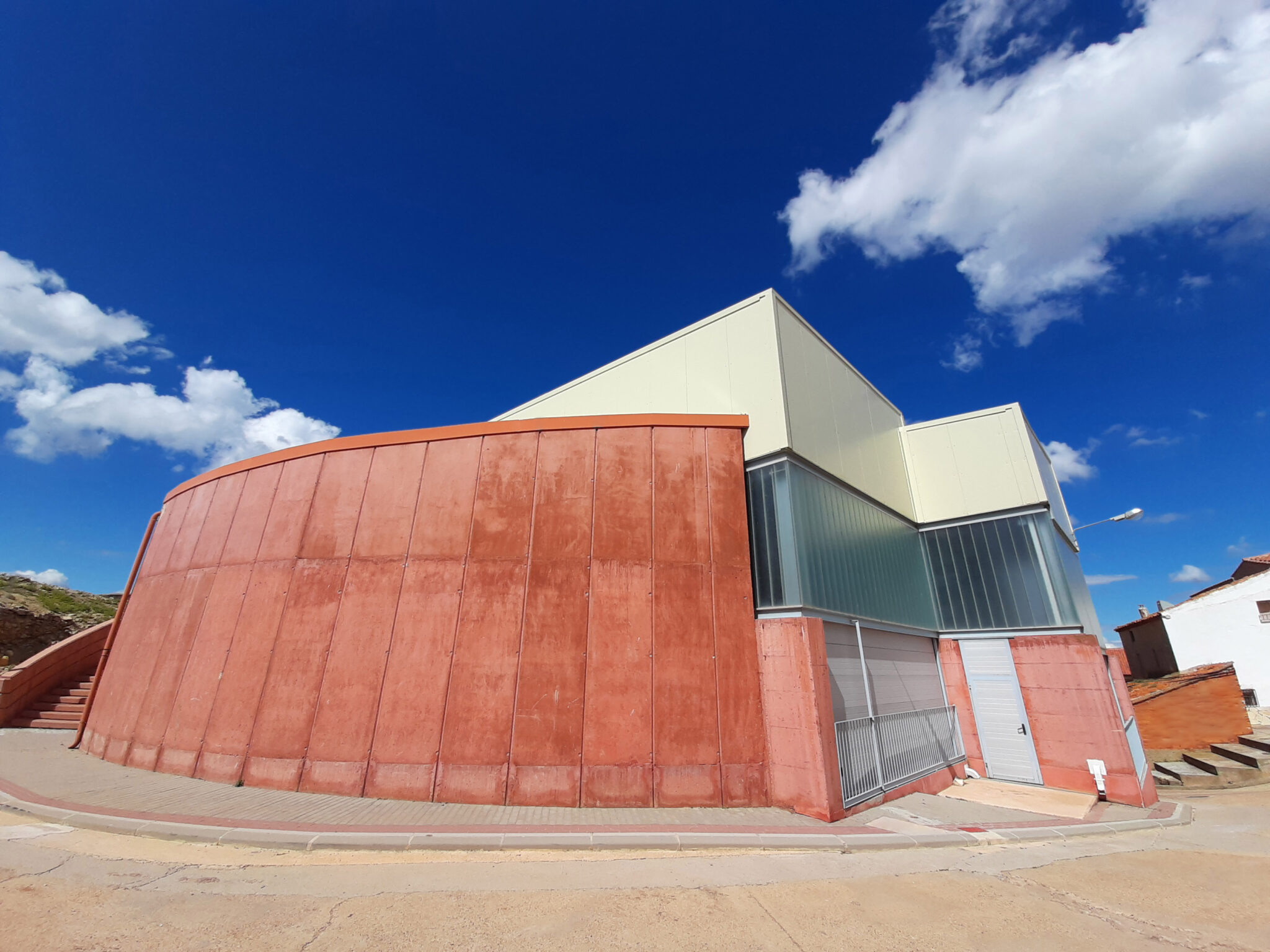
Pabellón municipal de Cubel (Zaragoza) (2011)

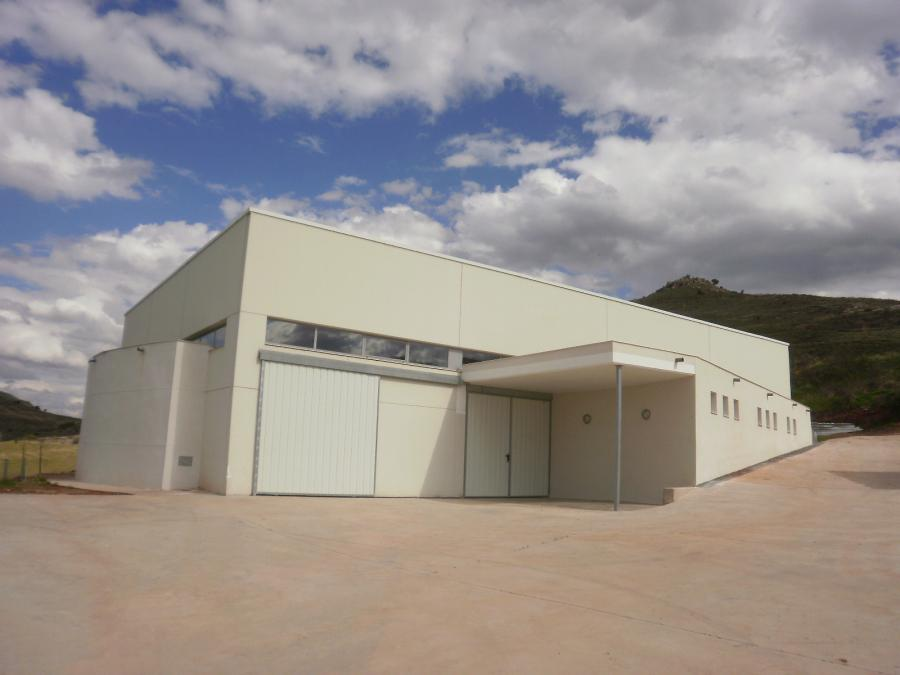
Pabellón de Fombuena (Zaragoza) (2012)

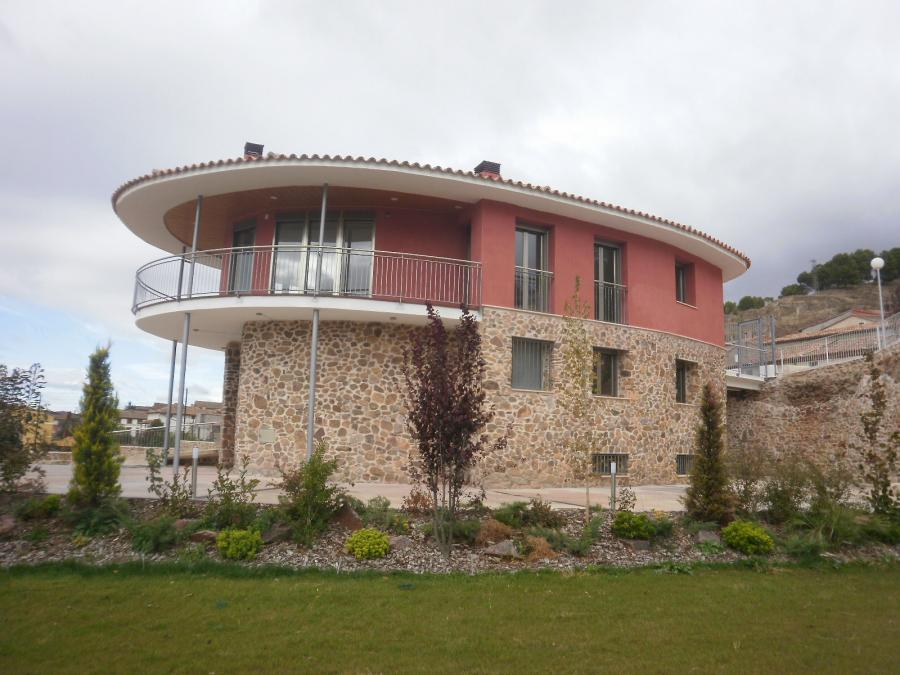
Vivienda de Emiliano Blasco en Manchones (Zaragoza) (2013)

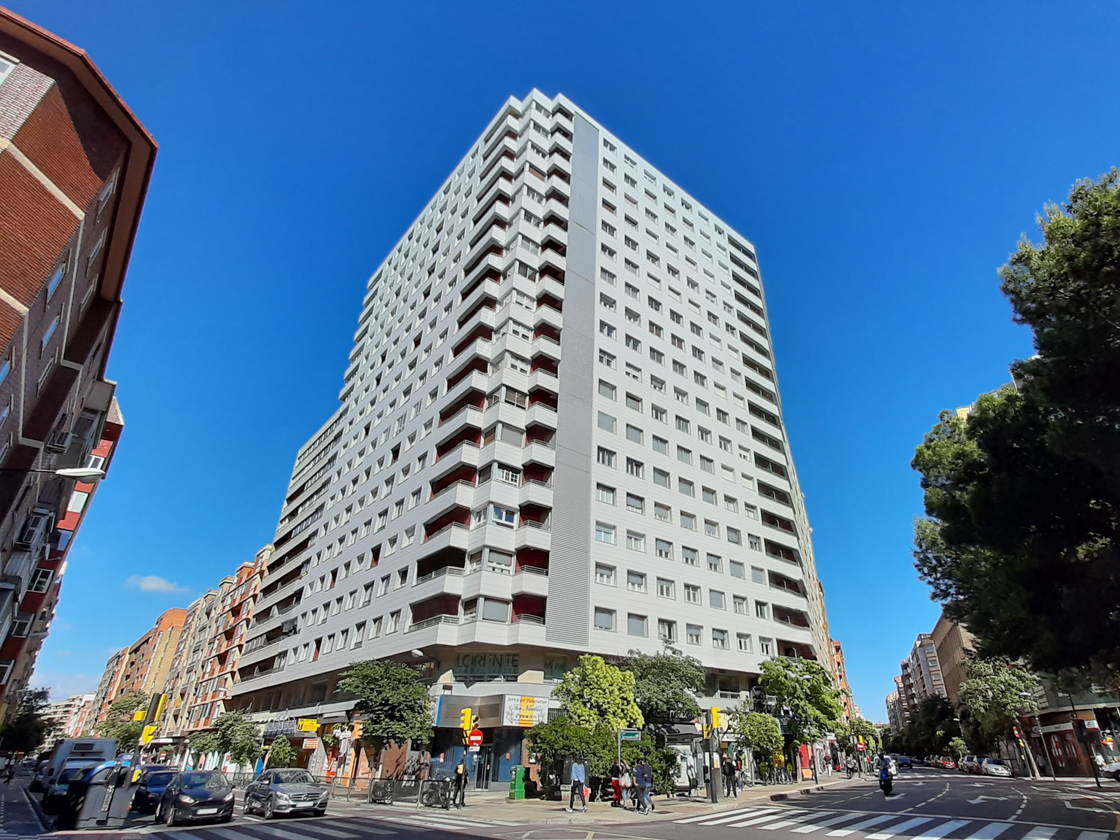
Edificio Torresol tras la rehabilitación energética (Zaragoza) (2015)

En 1995 terminó sus estudios de Arquitecto en la Escuela Superior de Arquitectura de la Universidad Politécnica de Madrid. Posteriormente realizó varios cursos de Postgrado en Residencial, Equipamientos Municipales y Desarrollo Urbano.
Desde sus inicios ha trabajado en una amplia gama de proyectos, entre los que destacan la restauración del patrimonio arquitectónico, la elaboración de planes generales de ordenación urbana y la construcción y rehabilitación de edificios, tanto cívicos y culturales, como oficinas, fábricas y viviendas.
En 2005 obtuvo el Accésit en el Premio de Arquitectura “Ricardo Magdalena” convocado por la Institución Fernando el Católico de la Excma. Diputación Provincial de Zaragoza, por la  nueva fábrica Dynatech, Pina de Ebro (Zaragoza).
En 2015 fue elegido Presidente de la Agrupación de Arquitectos Urbanistas de Aragón.
En su trabajo arquitectónico ha sido influenciado por los arquitectos Rafael Moneo y Norman Foster. Con el primero comparte las evocaciones racionalistas de contextos históricos clásicos. Con el segundo su interés por la tecnología y los procesos industriales en serie.
En los últimos años sus actuaciones se han localizado principalmente en el área de Aragón y sus alrededores.
Como pintor, ha evolucionado del realismo e impresionismo al expresionismo abstracto.
| Espacio sin tiempo        |
| Espacio sin tiempo (2020) |

| Sueños        |
| Sueños (2020) |

| Recuerdos de mañana        |
| Recuerdos de mañana (2021) |

## Obras representativas
1995-2000
- Vivienda Manuel Andreu en La Muela (Zaragoza) (1996)
- Hotel Pirineos en Valle de Benasque, Castejón de Sos (Huesca) (1998)
- Centro logístico de farmacia para Safa Galénica S.A. en Ribarroja del Turia (Valencia) (1999)
- Museo de la pastelería Manuel Segura en Daroca (Zaragoza) (2000)[5][6][7]

2001-2010
- Restauración del castillo de Báguena (Teruel) (2002)
- Restauración puente sobre el río Cámaras de Villar de los Navarros (Zaragoza) (2002)
- Fábrica Dynatech en Pina de Ebro (Zaragoza) (2004)[3]
- Sede de la Comarca de la Ribera Baja del Ebro, Pina de Ebro (Zaragoza) (2004)[8][9]
- Pabellón municipal de Torralbilla (Zaragoza) (2004)
- Sede de la Comarca del Campo de Daroca (Zaragoza) (2004)[10]
- Fábrica de pastelería Manuel Segura en Daroca (Zaragoza) (2004)
- Aparta-hotel Los Ángeles en Alagón (Zaragoza) (2006)
- 107 viviendas en Lomas de Badaguas, Jaca (Huesca) (2006)
- Plan general de ordenación urbana de Gallocanta (Zaragoza) (2006)[11][12]
- Restauración de la muralla de Daroca (Zaragoza) (2007)
- Restauración de la iglesia parroquial de San Pedro y San Pablo de Used (Zaragoza) (2007)
- Restauración de la iglesia parroquial de San Miguel Arcángel de Villareal de Huerva (Zaragoza) (2007)
- Restauración de la iglesia de Santo Domingo de Silos de Daroca (Zaragoza) (2007)[13]
- Restauración de la iglesia parroquial de la Asunción de Murero (Zaragoza) (2008)
- Albergue municipal de Romanos (Zaragoza) (2009)[14]
- Piscinas municipales de Villar de los Navarros (Zaragoza) (2009)
- Restauración de la iglesia parroquial de la Asunción de Nuestra Señora de Escatrón (Zaragoza) (2010)
- Área de servicio en la autovía Mudéjar, Villadoz (Zaragoza) (2010)
- Restauración de la ermita de Santa Ana de Cucalón (Teruel) (2010)
- Plan General de ordenación urbana del Pueyo de Araguás (Huesca) (2010)[15]

2011-2015
- Pabellón municipal de Cubel (Zaragoza) (2011)[16][17][18][19][20]
- Pabellón municipal de Torres de Berrellén (Zaragoza) (2011)
- Centro cultural de la Zaida (Zaragoza) (2011)[21][22][23]
- Museo de los mares paleozoicos de Santa Cruz de Nogueras (Teruel) (2011)[24][25]
- Ayuntamiento de Badules (Zaragoza) (2011)[26][27]
- Parque municipal de Manchones (Zaragoza) (2011)[28][29]
- Restauración de la iglesia parroquial de San Blas de Val de San Martín (Zaragoza) (2011)
- Residencia municipal para personas mayores en Gelsa (Zaragoza) (2011)[30]
- Restauración de la iglesia parroquial de la Conversión de San Pablo de Manchones (Zaragoza) (2011)[31]
- Pabellón municipal de Fombuena (Zaragoza) (2012)[32]
- Urbanización de la plaza del ayuntamiento de Siétamo (Huesca) (2012)
- Restauración de la iglesia parroquial de la Asunción de María de Fombuena (Zaragoza) (2012)[33]
- Instalaciones deportivas municipales de Mainar (Zaragoza) (2012)
- Vivienda Emiliano Blasco en Manchones (Zaragoza) (2013)[34]
- Plan general de ordenación urbana de Bárcabo (Huesca) (2014)[35][36][37]
- Piscinas municipales de Villarreal de Huerva (Zaragoza) (2015)[38][39]
- Centro médico en Cubel (Zaragoza) (2015)
- Puente sobre el río Aragón en Santa Cilia (Huesca) (2015)

2016-Actualidad
- Rehabilitación energética del edificio Torresol (Zaragoza) (2016)[40]
- Restauración de la ermita de San Andrés de Mainar (Zaragoza) (2016)[41][42]
- Plan general de ordenación urbana de Mesones de Isuela (Zaragoza) (2018)[43]
- Edificio municipal multiusos, ludoteca en Nuévalos (Zaragoza) (2018)[44][45]
- Restauración de la iglesia parroquial de San Pedro en Gallocanta (Zaragoza) (2018)
- Ayuntamiento de Mesones de Isuela (Zaragoza) (2019)
- Restauración de la iglesia parroquial de San Julián en Nuévalos (Zaragoza) (2019)
- Ayuntamiento de Labuerda (Huesca) (2021)
- Albergue municipal de Alarba (Zaragoza) (2021)